# Tighten Up, Vol. 88
Tighten Up, Vol. 88 è il terzo album dei Big Audio Dynamite. Il disco è stato registrato e mixato ai Beethoven St. Studios di West London durante la primavera del 1988. Il disco deve il suo nome alle raccolte chiamate, appunto, Tighten Up (compilations pubblicate dalla Trojan Records). La copertina del disco fu disegnata da Paul Simonon, ex-bassista dei Clash.

## Tracce
1. Rock Non Stop (All Night Long) (Donovan/Jones/Letts) - 3:38
2. Other 99 (Jones/Letts) - 4:49
3. Funny Names (Jones/Letts) - 2:29
4. Applecart (Jones/Letts) - 4:21
5. Esquerita (Jones) - 2:09
6. Champagne (Donovan/Jones) - 4:40
7. Mr. Walker Said (Jones/Letts/Roberts) - 4:31
8. The Battle of All Saints Road (Jones/Letts) - 5:13
9. Hip, Neck & Thigh (Jones/Letts) - 2:44
10. 2000 Shoes (Donovan/Letts/Roberts) - 3:20
11. Tighten Up, Vol. 88 (Jones/Letts/Roberts/Williams) - 4:04
12. Just Play Music! (Jones/Letts/Roberts) - 4:11

## Formazione
- Mick Jones - voce, chitarra
- Don Letts - effetti sonori, voce
- Dan Donovan - tastiere
- Leo "E-Zee-Kill" Williams - basso, voce
- Greg Roberts - batteria, voce